# هوراشيو غيتس جيبسون
هوراشيو غيتس جيبسون (بالإنجليزية: Horatio Gates Gibson)‏ هو ضابط أمريكي، ولد في 22 مايو 1827 في بالتيمور في الولايات المتحدة، وتوفي في 27 أبريل 1924 في واشنطن العاصمة في الولايات المتحدة.